# Ayotzinapa
Ayotzinapa es una localidad en el estado mexicano de Guerrero, localizada prácticamente conglomerada con la ciudad de Tixtla de Guerrero, cabecera del municipio del mismo nombre. En esta localidad se encuentra la Escuela Normal Rural "Raúl Isidro Burgos".

## Toponimia
En idioma náhuatl, la palabra «Ayotzinapa» proviene de ayotli-tzintli-apan: ‘río de calabacitas’ (o quizá ‘río de tortuguitas’), siendo ayotl-i (‘calabaza’); tzin-tli: diminutivo, y apan (‘río’).

## Historia
La hoy localidad de Ayotzinapa tiene su origen en una hacienda que recibía el mismo nombre y de la que era dueño Sebastián de Viguri; en 1813 en la cercana ciudad de Chilpancingo, José María Morelos y Pavón proclamó los llamados Sentimientos de la Nación, documento que impresionó hondamente a Viguri, especialmente aquella parte en la que llamaba a que «se aumente el jornal del pobre, que mejore sus costumbres, alejando la ignorancia, la rapiña y el hurto».
Movido por ello y a su propia iniciativa el 16 de septiembre de 1818 repartió a un grupo de campesinos sin propiedad parte de las tierras de su hacienda de Ayotzinapa, para que pudieran trabajarlas, y reservó otro sector ―entre los que estaba el antiguo casco de la hacienda― para que fuera administrado de manera que, con los productos y ventas de las cosechas, se apoyara económicamente a los ancianos, enfermos e inválidos.
Con el tiempo, estos terrenos pasaron a ser administrados con ese fin por el Ayuntamiento de Tixtla de Guerrero, hasta que en el año de 1931 los profesores Rodolfo A. Bonilla y Raúl Isidro Burgos solicitaron los terrenos para establecer en ellos la Escuela Normal que hasta ese momento funcionaba en varias casas rentadas en Tixtla; el Ayuntamiento respondió favorablemente y destinó los terrenos a la construcción de la que sería a partir de entonces la Escuela Normal Rural de Ayotzinapa.

## Localización y demografía
Situada en las coordenadas geográficas 17°33′13″N 99°24′37″O / 17.55361, -99.41028 y a una altitud de 1344 m s. n. m., se encuentra a unos 5 km al sur de la ciudad de Tixtla de Guerrero y junto a la Carretera Federal 93 que es su principal vía de comunicación y que la une con Tixtla, Chilapa y Tlapa hacia el este y con la capital del estado, Chilpancingo, hacia el oeste.
De acuerdo al Censo de Población y Vivienda de 2010, realizado por el Instituto Nacional de Estadística y Geografía, tiene una población total de 84 habitantes, de los cuales 42 son hombres y 42 son mujeres.